# Around the World
«Around the World» — пісня американського рок-гурту Red Hot Chili Peppers, другий сингл з альбому Californication. Пісня непогано показала себе в чартах: досягнувши сьомого рядка в Modern Rock Tracks і піднявшись на шосте місце Mainstream Rock Tracks.
У 2007 році відредагована версія пісні була використана як новий саундтрек до атракціону California Screamin' в каліфорнійському Діснейленді, як частина компанії «Rockin' Both Parks». Також пісня відзначилася як титульна тема фільму BECK, адаптації однойменного аніме. У 2011 році концертна версія композиції була включена в благодійний альбом Songs for Japan.

## Про пісню
Ентоні Кідіс заявив, що в тексті пісні він розповідає про свої подорожі та супутній досвід, про те яке бути учасником Red Hot Chili Peppers і жити екстремальним життям. Він також зазначив, що фільм «Життя прекрасне» Роберто Беніньї послужив для нього ліричним натхненням.
Джон Фрусчанте придумав музику для пісні репетируючи у себе вдома, він сказав іншим членам гурту, що вони повинні почути це, але йому повинен хтось підіграти, через виражену сильну долю такту. Поки Фрушанте грав, Чед Сміт акомпанував гітаристу на хай-хеті. Учасникам гурту сподобався результат та Флі швидко придумав для пісні басову партію.
Слова для останнього приспіву були обрані на прохання дочки Флі. Запис альбому проходив у гаражі Флі, і дочка спостерігала за репетицією гурту. Кідіс щосили намагався придумати лірику для пісні, він просто почав наспівувати імпровізований скет. Коли була готова фінальна версія альбому, дочка Флі послухала підсумковий результат і була розчарована тим, що імпровізований скет був видалений. Зрештою, на остаточну версію пісні потрапив той-самий уривок скету, записаний під час репетиції в гаражі.
Під час запису пісні Фрушанте використовував гітару Fender Jaguar 66-го року, яку він запозичив у свого звукоінженера Джима Скотта. Також він використовував два підсилювача фірми Marshall: JTM 45 та 100-ватний Superbass. Фрушанте зазначив, що йому сподобалося звучання цієї моделі гітари через її: «реально класний, дешевий звук».
Записуючи пісню, Флі грав на іменній бас-гітарі Flea Bass (Silver Flake) фірми Modulus Guitars. Цю ж модель він використовує в кліпі.

## Музичне відео
Музичне відео було знято режисером Стефаном Седнауі, який раніше працював з гуртом над кліпами до пісень «Breaking the Girl», «Scar Tissue» і «Give It Away». Зокрема, стилістика «Give It Away» схожа з «Around the World» — унікальний, хаотичний візуальний ряд. Фільм про створення відеокліпу був показаний в одному з епізодів шоу Making the Video телеканалу MTV.

## Список композицій
Компакт-диск, версія 1
1. «Around the World» — 3:58
2. «Parallel Universe» (Демоверсія) — 5:33
3. «Teatro Jam» — 3:06

Компакт-диск, версія 2
1. «Around the World» — 3:59
2. «Me and My Friends» (Концертна версія) — 3:08
3. «Yertle Trilogy» (Концертна версія) — 7:10

Максі-сингл
1. «Around the World» — 3:58
2. «Parallel Universe» (Демоверсія) — 5:33
3. «Teatro Jam» — 3:06
4. «Me and My Friends» (Концертна версія) — 3:08

Концертні треки були записані під час шоу в Södra Teatern, Стокгольм (1999)

## Позиції в чартах
| Чарт (1999)                              | Найвища позиція |
| ---------------------------------------- | --------------- |
| Australian Singles Chart                 | 49              |
| Dutch Singles Chart                      | 69              |
| Italian Singles Chart                    | 30              |
| New Zealand Singles Chart                | 35              |
| UK Singles Chart                         | 35              |
| Billboard Bubbling Under Hot 100 Singles | 8               |
| Billboard Modern Rock Tracks             | 7               |
| Billboard Hot Mainstream Rock Tracks     | 16              |